# Каргалитамак
Каргалитама́к (рос. Каргалытамак, башк. Ҡарғалытамаҡ) — присілок у складі Благоварського району Башкортостану, Росія. Входить до складу Каргалинської сільської ради.
Населення — 80 осіб (2010; 92 в 2002).
Національний склад:
- татари — 55 %
- башкири — 44 %